# Euphorbia paxiana
Euphorbia paxiana là một loài thực vật có hoa trong họ Đại kích. Loài này được Dinter mô tả khoa học đầu tiên năm 1921.